# Юхименко Віталій Дем'янович
Юхименко Віталій Дем'янович — народний артист України, заслужений артист України, художній керівник Київського академічного вокально-хореографічного ансамблю «Україночка». Лауреат премій ім. І.Котляревського і С.Гулака-Артемовського.
Народився на Вінниччині в селі Копистирин Шаргородського району.

## Освіта
Закінчив театральне училище при Київському театральному інституті ім. Карпенка-Карого та відділення театральної режисури Київського державного інституту культури (1986). Режисер другої категорії.

## Творчий шлях
Вистави: «Намалюйте мені будинок», «Гра в фанти» Миколи Коляди, «Дві сварки в одному кабінеті» Олександра Козловського, «Наречена з Парижа» Володимира Костянтинова та Бориса Рацера, «Жінки в народних зборах» Арістофана, «Казка новорічного лісу» В. Барсученко.
Разом із Віталієм Барсученком заснував перший Київський театр сатири.

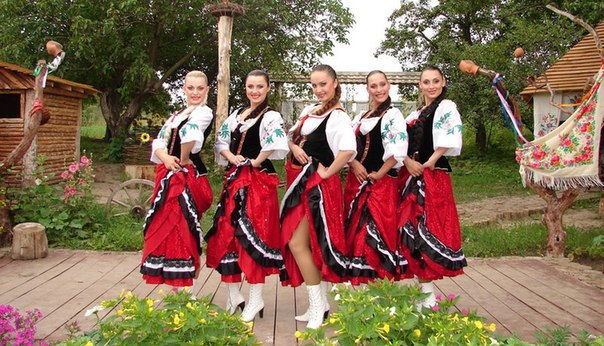
Київський вокально-хореографічний ансамбль «Україночка»

11 червня 1991 р. тодішній режисер-постановник Київського театру сатири В.Юхименко вирішив повернутися до народної пісні та створив жіночий ансамбль «Україночка», з яким працює і понині як головний режисер-постановник. Балетмейстер — Ірина Тіхонова, хормейстер — Наталія Розумцева, художник-постановник — Алєєва Катерина. Окрім народних у програмі колективу є авторські твори поетеси з Черкащини Ніни Лось, киянина Анатолія Мартиненка, Миколи Сингаївського. Колектив працює у чотирьох жанрах: танець, пісня, жарт, оригінальний жанр.

## Відзнаки
- Заслужений артист України (04.12.1997)[5]
- Народний артист України (17.03.2008)

## Видання
Автором було випущено дві книги: «Репертуарний збірник творів» та «Життя мого пісенна сповідь».

## Мистецькі уподобання
Взірцями сценічної майстерності для Віталія Юхименка є Дмитро Гнатюк, Євгенія Мірошниченко, Анатолій Мокренко, Анатолій Солов'яненко.